# János Kádár
János Kádár (n. János József Czermanik, 26 mai 1912, Fiume, Imperiul Austro-Ungar, azi Rijeka, Croația - d. 6 iulie 1989, Budapesta) a fost un politician ungar, conducătorul comunist al Ungariei din 1956 până în 1988, și prim-ministru al Ungariei între anii 1956 și 1958 și între 1961-1965.
Părinții săi aveau rădăcini maghiare, slovace și germane.  

## Primii ani

### Copilăria
Kádár s-a născut ca Giovanni Giuseppe sau János József Czermanik în orașul Fiume (astăzi Rijeka, Croația) din Imperiul Austro-Ungar, ca fiu nelegitim al soldatului János Kressinger (care l-a abandonat de la naștere) și al unei spălătorese de origine slovaco-maghiară , Borbála (Barbara) Czermanik, originară din localitatea Ogyalla din regiunea Komárom-astăzi Hurbanovo,  în Slovacia. Tatăl său provenea dintr-o familie de țărani din vestul Ungariei, iar în timpul serviciului său militar a cunoscut-o pe Borbála. Povestea lor de dragoste nu este cunoscută. După ce a fost lăsat la vatră, Borbála a rămas însărcinată și l-a născut pe János la spitalul Santo Spirito din Fiume, pe 26 mai 1912. Negăsind un loc de muncă, a încercat să îl caute pe Kressinger, dar familia lui nu a vrut să audă de ea și de copil. Pentru aceasta, Borbála a fost nevoită să meargă până la Kapoly, unde a convins o familie, numită Bálint, să aibă grijă de copilul ei, în schimbul unei sume de bani. Familia Bálint a acceptat și Borbála a plecat să muncească la Budapesta.
Ulterior numele i s-a scris și pronunțat János Csermanek.
În timpul cât a stat la Kapoly, capul familiei, Imre Bálint, a avut cea mai mare grijă de el. După ce Imre a plecat în armată în timpul Primului Război Mondial, fratele său, Sándor Bálint, i-a fost ca un al doilea tată. Sándor a fost foarte interesat de copil și a fost, totodată, singurul om cu care János s-a înteles bine în copilăria timpurie. În ciuda tensiunilor din familia Bálint, cauzate de Primul Război Mondial, János a început să muncească de mic copil și l-a ajutat pe Sándor să o îngrijească pe soția lui bolnavă. În tot acest timp, mama sa îl putea vizita în vacanțe.
Kádár și-a notat toate experiențele trăite în copilărie care l-au făcut să fie adept al marxism-leninismului, dintre care poate cea mai renumită este aceea când a fost acuzat că a incendiat o clădire, cu toate că adevăratul făptaș era fiul inspectorului. În 1918, la vârsta de șase ani, a sosit la Budapesta, unde s-a reîntâlnit cu mama sa. În același an, a fost înscris la școală, iar experiența trăită acolo nu a fost plăcută pentru el: era bătut mereu de către colegi și de către profesori pentru comportamentul său grosolan și pentru vocabularul țărănesc. În aceeași perioadă cu problemele sale de la școală, el s-a apropiat de mama sa, după ce durase ceva timp pentru a o cunoaște mai bine. Mama lui a fost creștină catolică și a fost surprinsă să constate că fiul ei nu împărtășea aceleași convingeri religioase.
Pe lângă slujba de îngrijitoare pe care o practica, Borbála mai vindea și ziare dimineața pentru a câștiga bani, deoarece voia să îi asigure educația fiului său. Vara, János își căuta de lucru la țară. După cum el avea să mărturisească mai târziu, era privit ca un „ciudat” de către contemporanii lui, deoarece în mediul rural i se spunea că se comportă ca un „băiat de oraș”, iar în mediul urban ca un „băiat de la țară”. În 1920, Borbála rămâne din nou însărcinată, iar tatăl copilului îi abandonează. János a fost nevoit să o ajute pe mama sa să îl crească și pe fiul cel mic, fratele lui, Jenő. Din cauza sarcinii Borbála își pierde locul de muncă și este mutată în sectorul 13 al Budapestei, în cartierul Angyalföld. Ea a refuzat mereu să îi vorbească lui János despre tatăl său.
János a susținut și a trecut examenul de admitere la Școala Elementară Cukor. A fost un elev eminent, întocmai cum și-a dorit mama lui. Cu toate acestea, nemulțumirea lui față de situația materială a familiei îl face să lipsească de la școală ori de câte ori are ocazia. Pentru că mama lui avea încredere în el că nu o să o dezamăgească, îl bătea de fiecare dată când afla că lipsea de la școală. Cu toate că a fost un elev bun, el însuși a mărturisit că nu s-a chinuit să învețe prea mult, preferând să joace fotbal sau să practice alte sporturi. O altă plăcere a lui a fost aceea de a citi, plăcere care însă nu a impresionat-o pe mama lui, care îl ironiza. La vârsta de 14 ani, în 1926, a terminat școala și a avut posibilitatea să se angajeze în industria ușoară. Cu toate acestea, a petrecut mai mult de un an căutându-și un loc de muncă și într-un final, s-a angajat ca mecanic auto. În 1927 s-a angajat ca mecanic în domeniul mașinilor de scris, profesie foarte căutată la acea vreme în Ungaria, întrucât existau doar 160 lucrători de acest fel în toată țara. 
Pe tatăl său biologic, care fusese un mic proprietar de pământ și pe cei trei frați semi-vitregi ai săi i-a întâlnit prima dată în anul 1960.

### Activitatea în tinerețe-în anii lui Horthy
Primul contact cu marxism-leninismul l-a avut în 1928, când a participat la o competiție de șah, categoria juniori, organizată de Uniunea Sindicatelor Frizerilor, pe care a câștigat-o. Premiul a fost cartea Anti-Dühring a lui Friedrich Engels. Organizatorul concursului i-a spus că în cazul în care nu va înțelege cartea de prima dată, trebuie să o recitească. János i-a urmat sfatul și a recitit-o, deși prietenii săi nu fuseseră încântați de carte. Toate acestea se întâmplau într-o vreme condițiile sociale erau unele mizere și în care ideologia comunistă promitea bunăstare. Când Marea Depresiune a lovit Ungaria, el a fost concediat de la locul de muncă. În același timp, oamenii erau prost plătiți și săraci. Este momentul în care János devine activ în politica sindicală și se înscrie în Partidul Comunist din Ungaria (Kommunista Párt Magyarország-KPM). Potrivit lui, a devenit membru de partid în 1931. La acea vreme, MKP se afla în ilegalitate, drept pentru care el a fost arestat de nenumărate ori pentru activitatea sa politică. 
În septembrie 1930, ia parte la organizarea unei greve a uniunilor sindicale. Greva este înăbușită în sânge de autorități, iar organizatorii comuniști sunt arestați. După greva eșuată, el susține partidul strângând semnături pentru candidații Blocului Socialist Muncitoresc, o încercare a partidului comunist de a obține mai mulți susținători. Această încercare atrage atenția autorităților, care vor opera din nou arestări în rândul comuniștilor. În iunie 1931 se alătură organizației de tineret a partidului, numită Federația Tineretului Comunist Muncitoresc Maghiar (Kommunista Ifjúmunkások Magyarországi Szövetsége-KIMSZ). În decembrie același an, este arestat, dar din cauza faptului că neagă acuzațiile și din cauza lipsei de probe, este eliberat. Primește noi funcții în partid, iar în mai 1933 ajunge membru al comitetului KIMSZ Budapesta. Datorită pozițiilor sale în conducere, partidul îi sugerează să plece să studieze la Institutul Lenin din Moscova, dar el refuză, motivând că nu poate să își lase familia în Ungaria. 
Împreună cu alți comuniști, este arestat pe 21 iunie 1931. Datorită brutalității poliției, mărturisește tot, iar mai târziu, când a fost confruntat cu alți comuniști arestați, a recunoscut greșeala făcută. A petrecut doi ani în închisoare și a fost suspendat din KIMSZ pentru mărturiile sale date la poliție. 
În cele din urmă, Cominternul hotărăște dizolvarea Partidului Comunist din Ungaria și unirea acestuia cu Partidul Social-Democrat (Szociáldemokrata Párt-SZDP) și cu uniunile sindicale pentru o perioadă de timp. 
În 1933 este judecat și apoi închis. În închisoare îl cunoaște pe Mátyás Rákosi, fost comisar al Republicii Sovietice Ungare, prizonier politic, ce îl va interoga și va ajunge la concluzia că mărturisirile sale de la poliție sunt cauza deficiențelor lui. 
După ce este eliberat din închisoare pentru bună purtare, este activ în organizarea secției SDP din Budapesta. Astfel, câțiva dintre foștii activiști ai Partidului Comunist din Ungaria îl contactează și îl roagă să îi ajute să se înscrie în Partidul Social-Democrat. Este, însă, în cele din urmă depistat de organele de securitate ale regimului lui Horthy și închis din nou pentru circa trei ani în 1937.
În 1940, este readus în funcțiile de partid. Între lunile mai-iunie, Poliția operează câteva arestări, dar viitorul lider comunist ungar reușește să se ascundă. În 1942, ajunge membru în Comitetul Central al Partidului Comunist din Ungaria, reînființat între timp. În toată perioada celui de-Al Doilea Război Mondial nu se refugiază în URSS, precum alți comuniști, ci, alături de László Rajk, joacă un rol conducător în mișcarea comunistă subterană din țară.
Între anii 1943–1945 este prim-secretar al partidului comunist ilegal. În anii 1943-1944 conduce Partidul Păcii (Békepárt-BP), formațiune politică legală folosită de asemenea pentru acoperirea activității cercurilor comuniste.
În 1944, când încearcă să treacă granița în Iugoslavia pentru a-i contacta pe partizanii antifasciști ai lui Tito, este arestat și trimis cu un tren încărcat cu evrei la destinația lagărului de concentrare Mauthausen. Într-o stație de tranzit la Komárom evadează și se întoarce clandestin la Budapesta.

### Activitatea în timpul stalinismului. Din poziție conducătoare în închisoarea comunistă
După victoria sovietică de la Budapesta, la sfârșitul războiului, își schimbă numele din Csermanek în Kádár (în maghiară, kádár=dogar). După cucerirea Ungariei, liderii comuniști aflați în exil la Moscova se întorc, în frunte cu Mátyás Rákosi.  Kádár, din 1945, membru în Biroul Politic al Comitetului Central  al Partidului Comunist (singurul muncitor ungar din această instituție, restul membrilor fiind intelectuali ungari de origine evreiască) este numit șef adjunct al poliției din  Budapesta. În februarie 1945, la congresul partidului comunist, Mátyás Rákosi este ales secretar general al partidului. Anul 1948 este unul negru pentru viitorul conducător ungar, fratele său, Jenő, murind la vârsta de doar 28 de ani. În continuare, Kádár face propagandă partidului comunist în întreprinderile Budapestei și îi succede lui László Rajk în postul de ministru de interne. Rajk, care era, ca și soția sa Julia, în relații de prietenie cu Kádár, este numit ministru de externe, dar de fapt Rákosi îl destinase a fi în curând principalul acuzat în procesele pe care le va înscena după modelul terorii lui Stalin. Rajk și banda lui de spioni sunt acuzați de diverse crime politice, între care de complicitate cu călăul Tito. Rajk este executat, iar procesul său va fi unul răsunător, care nelinișteșe Ungaria și azi.
După un plan machiavelic al lui Rakosi, Kádár fusese numit ministru de interne pentru a se compromite în simulacrul de anchetă  și proces al amicilor săi, în vreme ce Agenția Securității de Stat-sinistrul ÁVH (Államvédelmi Hatóság) care se ocupa cu detaliile anchetei — primea ordine direct de la Rákosi. Dar, ca ministru de interne, Kádár se pretează în a condamna crimele pe care le știe imaginare ale lui Rajk, ba chiar, vizitându-l în închisoare, încearcă să-l convingă să le recunoască, iar mai apoi asistă, după voia lui Rákosi, la execuția acestuia.
Comportarea lui Kádár în acele împrejurări au întărit viitorul său renume de politician șiret, diplomat cinic si neloial.
Un an mai târziu, Kádár însuși cade pradă unei înscenări similare, fiind acuzat între altele de a fi fost după 1943 agent al poliției lui Horthy în rândurile partidului comunist. El scapă mai ieftin, "doar" cu condamnare la închisoare pe viață. Bătut și torturat de colonelul Vladimir Farkas (fiul ministrului apărării, Mihály Farkas, aflat și el la fața locului), și de alți securiști, este nevoit și el să-și recunoască crimele. Cei trei ani de detenție în regim de izolare în anii 1951–1954 îi vor fi cu mult mai grei decât cei petrecuți în închisoarea horthystă.
János Kádár este eliberat în cele din urmă  in iulie 1954, încă în zilele conducerii lui Rákosi, slăbită după moartea lui Stalin și după numirea reformatorului Imre Nagy ca prim- ministru  în 1953. El acceptă numirea ca secretar al partidului în zona districtului industrializat 13 al Budapestei. Popularitatea lui relativă crește repede, câștigându-și susținători între muncitorii doritori de libertate sindicală.

## În poziție conducătoare

### Kádár și Revoluția din 1956

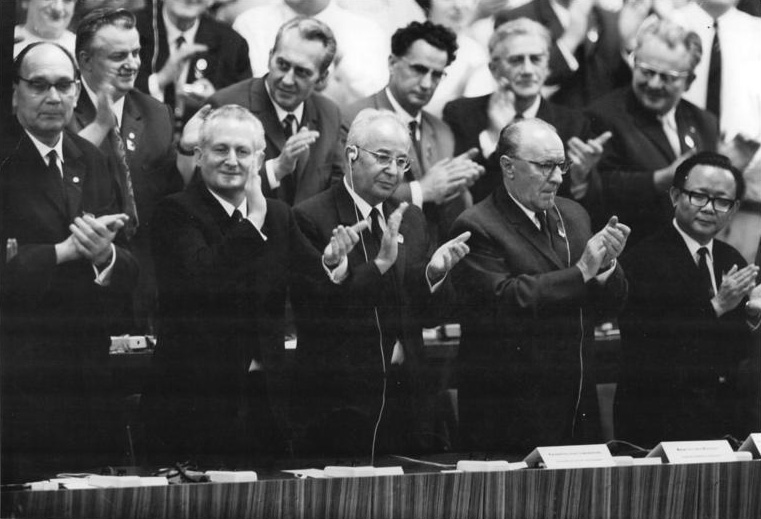
János Kádár (al patrulea în primul rând) la Congresul al-VIII-lea al Partidului Unităţii Socialiste din Germania (Berlinul de Est, 1971)

Imre Nagy a inițiat un proces de destalinizare și crearea unui comunism cu față umană, slăbind controlul statului asupra presei, eliberând mulți prizonieri politici, exprimându-se asupra retragerii Ungariei din Tratatul de la Varșovia și formând un guvern de coaliție. Deși liderii sovietici au trimis la Budapesta o declarație prin care îi rugau pe liderii ungari să păstreze relații amicale cu URSS, bazată pe respect și egalitate, în primele zile ale lui noiembrie, Comitetul Central al Partidului Comunist al Uniunii Sovietice a adoptat o rezoluție prin care revoluția din Ungaria urma să fie înăbușită în forță. 
În tot acest timp, Partidul Muncitorilor Maghiari (Magyar Dolgozók Pártja-MDP), adică partidul comunist conducător al Ungariei se autodizolvă, reorganizându-se cu noi structuri în conducere sub numele de Partidul Socialist Muncitoresc Maghiar (PSMU sau Magyar Szocialista Munkáspart-MSZMP). La 25 octombrie 1956, János Kádár este ales secretar general al partidului. La 1 noiembrie, Kádár, împreună cu Ferenc Münnich pleacă din Ungaria în URSS, cu sprijinul ambasadei Uniunii Republicilor Sovietice Socialiste la Budapesta. Liderii sovietici au încercat să îl convingă că revoluția nu era necesară în Ungaria și că ea trebuie oprită. În 4 noiembrie 1956 trupele sovietice au intrat din în Ungaria. URSS a justificat intervenția militară pe baza responsabilității față de Pactul de la Varșovia prin formarea guvernului János Kádár, în 3 noiembrie 1956. Această intervenție a fost o combinație de artilerie și bombardamente și a fost coordonată de acțiuni cu tancuri (6000 de tancuri). Imre Mécs a zis că armata sovietică a folosit mai multe tancuri împotriva Ungariei față de ce au folosit germanii pentru invadarea URSS-ului în cel de-Al Doilea Război Mondial. Ținta a fost Budapesta, care a fost bombardată de artileria sovietică. Această acțiune a continuat până ce consiliul muncitoresc, studenții și intelectualii au cerut încetarea focului în 10 noiembrie 1956. Trupele sovietice au intrat în Ungaria spre Budapesta prin trecerea graniței Ucrainei. La ora 4.15 toată Ungaria este invadată de armata sovietică. János Kádár se adresează poporului maghiar în 4 noiembrie 1956, la ora 5:05 cu o scrisoare deschisă și anunță la radio că este prim-ministru. Majoritatea membrilor guvernului (Antal Apró, István Kossa, Ferenc Münnich, Imre Dögei, Sándor Rónai, György Marosan) s-au informat de la radio că sunt membrii guvernului Kádár.
După încetarea tristelor evenimente din Ungaria, noul prim-ministru János Kádár a anunțat noul program de guvernare, numit Cele 15 puncte:
1. Apărarea suveranității și independenței naționale a Ungariei
2. Protejarea democrației populare și a sistemului socialist de toate atacurile
3. Încetarea războiului fratricid și restabilirea ordinii
4. Stabilirea de relații fraterne cu alte țări socialiste și neinterferența lor
5. Cooperarea pașnică cu toate națiunile, indiferent de forma de guvernare
6. Îmbunătățirea rapidă și în mod substanțial a nivelului de trai din Ungaria
7. Modificarea Planului Cincinal, pentru a realiza îmbunătățirea nivelului de trai
8. Eliminarea birocrației și lărgirea libertăților, în interesul muncitorilor
9. În baza lărgirii libertăților, administrarea de către muncitori trebuie implementată în întreprinderi, uzine și combinate
10. Dezvoltarea producției agricole, abolirea livrărilor obligatorii de asistență și încurajarea fermierilor particulari
11. Garantarea alegerilor libere în deja existentele diviziuni administrative și în consiliile revoluționare
12. Sprijin pentru artizani și comerț în amănunt
13. Dezvoltarea culturii Ungariei în spiritul tradițiilor ungare
14. Guvernul Maghiar Revoluționar al Muncitorilor și Țăranilor va cere sprijinul Armatei Roșii pentru a învinge forțele de reacțiune și pentru a restabili ordinea și calmul în Ungaria
15. Negocierea cu Tratatul de la Varșovia pe tema retragerii trupelor sovietice din Ungaria și luarea măsurilor pentru a pune capăt crizei 
Punctul 15 a fost retras la presiunea URSS, deoarece în Ungaria se aflau la acea vreme 200.000 de soldați sovietici, cantonați în garnizoane. Dezvoltarea ce a urmat i-a permis lui Kádár să gestioneze fondurile în așa fel încât să le investească în apărare. 
Imre Nagy, Georg Lukács, Geza Losonczy și văduva lui László Rajk, Julia, au fugit la ambasada Republicii Federative Populare Iugoslavia la Budapesta. Kádár le-a promis întoarcerea acasă în siguranță, la cererea lor, dar liderii de partid sovietici au hotărât că ar fi mai bine ca cei care au cerut azil la ambasada iugoslavă să fie deportați în România. Mai târziu, o comisie a fost creată pentru a cerceta evenimentele ce au avut loc în timpul guvernării lui Imre Nagy. Membrii ei au fost de mai multe ori suspendați și comisia desființată, dar cu toate acestea, în cele din urmă, inculpații au fost acuzați de trădare și conspirație împotriva statului democratic. Deși Kádár fusese, la vremea respectivă, de acord cu reforma lui Nagy, acum declara că a fost făcută prea repede. La 16 iunie 1958, Imre Nagy, Miklos Gimes și Pál Maléter au fost condamnați la moarte și executați. Attila Szigety și Geza Losonczy au decedat în închisoare în timpul procedurilor judiciare, în condiții misterioase. 

### Era Kádár

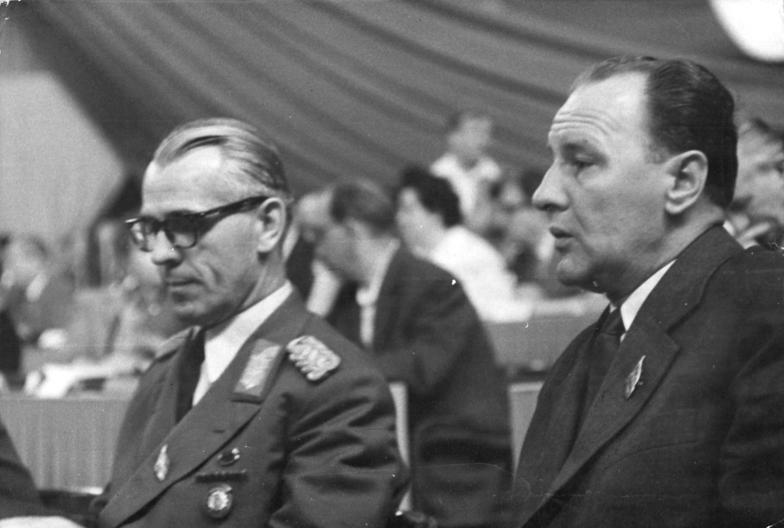
Willi Stoph și János Kádár în 1958.

János Kádár a preluat puterea într-o perioadă critică. Ungaria se afla de câteva luni sub ocupație militară sovietică. Foștii lideri staliniști ai țării se refugiaseră în URSS și plănuiau să revină să reia puterea. Liderii chinezi, est-germani și cehoslovaci recomandau reprimarea severă a grupurilor ce răspândeau contrarevoluția. În ciuda neîncrederii populației în noile structuri de conducere și a dificultăților economice, Kádár a normalizat situația într-un timp foarte scurt. A fost o soluție de perspectivă, deoarece era imposibil la acel moment ca o țară să părăsească blocul comunist. Poporul maghiar a realizat că promisiunile Occidentului de a sprijini revoluția au fost neîntemeiate și că Războiul Rece a fost cel care a determinat rezultatul. Ungaria a rămas parte a sferei de influență sovietice, dar cu acorduri tacite cu țările din Occident. Deși a fost influențat de Uniunea Sovietică, János Kádár a adoptat o politică ce era contrară Moscovei. Spre exemplu, a lărgit libertățile în administrare ale fermierilor ce făceau parte din gospodăriile colective. 
În contrast cu Rákosi, care declara în adunări că cine nu este cu noi e împotriva noastră, Kádár a declarat că cine nu este împotriva noastră este cu noi. Treptat, el a ridicat interdicțiile draconice ale lui Rákosi împotriva dreptului la liberă exprimare sau la liberă circulație, dar și asupra activităților culturale. Într-o mult mai mare măsură față de omologii săi, Kádár a tolerat publicațiile samizdat. Ungurii au avut mult mai multă libertate față de celelalte națiuni est-europene, în care conducătorii doreau supravegherea strictă a populației. Regimul Kádár a putut fi considerat chiar unul liberal, în contradicție cu celelalte regimuri est-europene și cu cel ungar dintre 1949-1956. Comuniștii au menținut controlul absolut al guvernării și au încurajat înscrierea populației de rând în partid sau în organizații ale partidului. Poliția politică, ÁVH-ul, a fost desființat. Mass-media maghiară a rămas sub o cenzură considerată destul de dură de standardele vestice, dar cu toate acestea mult mai permisivă decât în restul țărilor comuniste. Astfel, deși Kádár nu a menținut linia dură a comunismului, pe care o menținuse Rákosi, Ungaria a rămas totuși un stat autoritar, cu un singur partid aflat la guvernare. 
Ca și rezultat al nivelului ridicat de trai și al restricțiilor mult mai slăbite față de celelalte țări ale blocului estic, Ungaria a fost una din țările Europei de Est în care presa occidentală spunea că se trăiește foarte bine, într-o perioadă în care Războiul Rece nu dădea semne că ar înceta. Căderea dramatică a standardelor nivelului de trai în Ungaria după prăbușirea regimului comunist a adus nostalgia după regimul Kádár. Astfel, în momentul de față, 72% dintre unguri spun că sistemul comunist a fost mai bun decât cel capitalist, actual. Cu toate acestea, nivelul ridicat de trai a avut și un preț, preț care a existat sub forma unei imense datorii externe. Politicile culturale și sociale ale regimului erau unele destul de autoritare, iar impactul lor asupra culturii maghiare este dezbătut și astăzi. 
În timpul regimului Kádár, rata turismului străin a crescut considerabil, iar mulți turiști veniți din Europa de Vest, Canada sau SUA au adus în Ungaria bani care erau foarte necesari economiei. Ungaria și-a dezvoltat relațiile cu țările dezvoltate, ceea ce a atras venirea multor studenți în țară, pentru studii. Sfânta Coroană, cunoscută și sub numele de Coroana Ungară, care era privită de comuniști drept un simbol al regimului lui Horthy și al creștinismului, împreună cu însemnele și blazoanele regilor maghiari au fost readuse la Budapesta de către Statele Unite, în 1978. 
Regimul comunist creat de Kádár în Ungaria a fost numit kádárism sau gulaș-comunism (în maghiară, gulyáskommunizmus).
Kádár a fost cunoscut pentru stilul său de viață modest și a evitat să promoveze un cult al personalității sale, cum făceau ceilalți lideri comuniști. De asemenea, a avut o mare aversiune și toleranță zero pentru actele de corupție. Preocuparea principală în timpul său liber era de a juca șah. 
La data de 3 aprilie 1964, János Kádár a primit titlul de Erou al Uniunii Sovietice. 

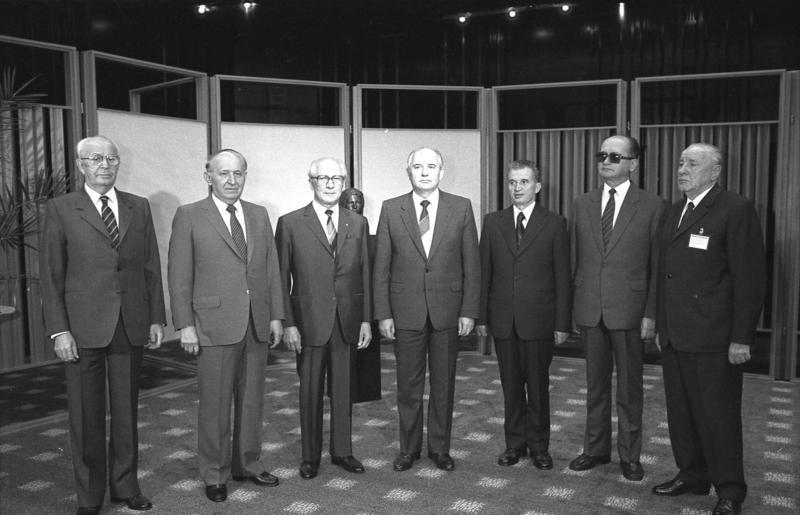
Liderii Blocului răsăritean în 1987, Berlinul de Est, Germania de Est. De la stânga la dreapta: Husák (Cehoslovacia), Jivkov (Bulgaria), Honecker (Germania de Est), Gorbaciov (URSS), Ceaușescu (România), Jaruzelski (Polonia) şi Kádár (Ungaria)

### Demisia și moartea

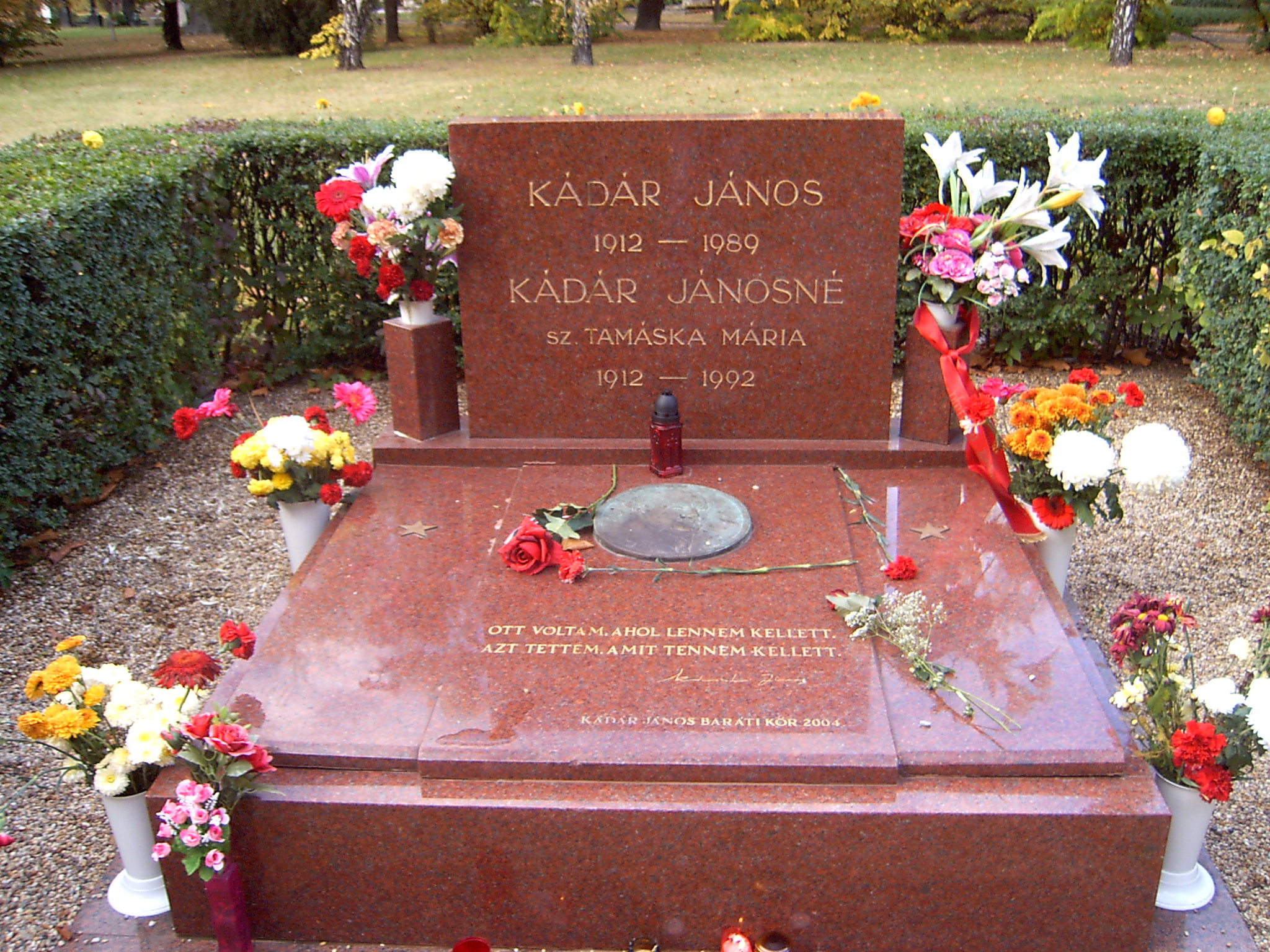
Mormântul lui Kádár

János Kádár a deținut puterea în Ungaria până în 1988, când a demisionat din funcția de secretar general al PSMU din cauza dificultăților economice și a stării sale de sănătate. La conferința partidului din Budapesta de pe 27 mai 1988, el și-a anunțat demisia și a fost oficial înlocuit la conducerea partidului de către Károly Grósz, care a continuat politicile lui Kádár de adaptare la noile circumstanțe. De asemenea, el nu și-a dorit să fie ales în Comitetul Politic al partidului, organul cel mai înalt din partid, care se ocupa cu luarea deciziilor. La începutul lui 1989, Grósz și asociații lui au fost și ei marginalizați de către o aripă a partidului, formată din oameni și mai tineri, care doreau reforma radicală și abolirea totală a sistemului socialist. Astfel, Kádár s-a retras definitiv din viața politică. Pe 6 iulie 1989, la vârsta de 77 de ani, a murit de cancer. Există însă și o teorie care spune că a murit de inimă rea, deoarece în ziua morții lui, Imre Nagy, personalitate căreia îi iscălise condamnarea la moarte, a fost reabilitat. 
În Ungaria și nu numai, Kádár a fost cunoscut ca fiind unul dintre cei mai moderați lideri comuniști est-europeni. În timp ce a rămas loial URSS-ului în politica externă, a adoptat o politică internă favorabilă intereselor țării sale. A fost primul lider comunist est-european care a stabilit relații cu partidele social-democrate din vestul Europei. În 1968, a încercat din răsputeri să medieze conflictul dintre URSS și Cehoslovacia. Când, într-un final, liderii de la Kremlin au decis să înăbușe în sânge Primăvara de la Praga, intervenind armat, a decis să sprijine operațiunea Pactului de la Varșovia.  
Kádár a fost înmormântat la Cimitirul Kerepesi din Budapesta, alături de soția sa, Mária Tamáska, care a decedat la trei ani după moartea lui. La 2 mai 2007, mormântul său a fost vandalizat. O parte a oaselor sale, incluzând craniul, și urna cu rămășițele soției sale au fost scoase din mormânt și furate. Alături, era scris un mesaj: Un asasin și un trădător nu are dreptul să se odihnească în pământ sfânt. 1956-2006. Cele două date se referă Revoluția ungară din 1956 și la protestele din Ungaria din 2006. La momentul respectiv, societatea a fost zguduită și s-a iscat un întreg scandal, iar toate partidele politice au condamnat această faptă, exceptându-le pe cele de extremă-dreaptă, motiv pentru care Poliția a fost concentrată pe găsirea făptașului sau făptașilor în rândul acestor partide. 

## Viața personală
János Kádár a fost căsătorit cu Mária Tamáska (1912-1992). Ea era mai mare decât el cu o lună și 18 zile (născută pe 8 aprilie 1912), și avea mama slovacă, asemeni lui. Cei doi s-au căsătorit în 1949, după moartea mamei lui. Nu au avut copii. 